# Roger Schwietz
Roger Lawrence Schwietz OMI (ur. 3 lipca 1940 w Saint Paul, Minnesota) – amerykański duchowny katolicki, arcybiskup metropolita Anchorage w latach 2001-2016.
Jest członkiem zgromadzenia oblatów Maryi Niepokalanej. Śluby zakonne złożył 15 sierpnia 1961. Kształcił się na Uniwersytecie w Ottawie w Kanadzie, gdzie uzyskał tytuł magistra filozofii, a także na Uniwersytecie Gregoriańskim w Rzymie zakończone licencjatem z teologii. Święcenia kapłańskie otrzymał w Rzymie dnia 20 grudnia 1967. Podjął następnie dalszą naukę na Loyola University, którą zakończył w 1972 magisterium z psychologii. Pracował też duszpastersko jako wikariusz jednej z parafii. W 1978 mianowany rektorem Seminarium Oblatów Creighton University w Omaha. W latach 1984–1989 proboszcz parafii Świętej Rodziny w Duluth w Minnesocie.
12 grudnia 1989 otrzymał nominację na biskupa diecezji Duluth. Sakry udzielił mu abp John Robert Roach, ówczesny metropolita Saint Paul i Minneapolis. 18 stycznia 2000 został koadiutorem arcybiskupa Anchorage na Alasce. 3 marca 2001 objął rządy w archidiecezji.
20 września 2013 papież Franciszek mianował go administratorem apostolskim sede vacante et ad nutum sanctae sedis (do czasu nominacji ordynariusza) diecezji Fairbanks.
4 października 2016 przeszedł na emeryturę.